# Mayork
Mayork är en ort i Gambia. Den ligger i regionen West Coast, i den sydvästra delen av landet, 70 km öster om huvudstaden Banjul. Antalet invånare var 579 vid folkräkningen 2013.